# Герои Социалистического Труда Николаевской области
В настоящий список включены:
- Герои Социалистического Труда, на момент присвоения звания проживавшие на территории современной Николаевской области Украины (в советское время — Украинской ССР), — 138 человек; в их числе — 17 Героев, награждённых в районах, которые до 1954 года находились в составе Одесской области (отмечены знаком *);
- уроженцы Николаевской области, удостоенные звания Героя Социалистического Труда в других регионах СССР, — 53 человека;
- Герои Социалистического Труда, прибывшие на постоянное проживание в Николаевскую область, — 6 человек.

Вторая и третья части списка могут быть неполными из-за отсутствия данных о месте рождения и проживания ряда Героев.
В таблицах отображены фамилия, имя и отчество Героев, должность и место работы на момент присвоения звания, дата Указа Президиума Верховного Совета СССР, отрасль народного хозяйства, место рождения/проживания (знаком * выделены регионы, не относящиеся к Николаевской области), а также ссылка на биографическую статью на сайте «Герои страны». Формат таблиц предусматривает возможность сортировки по указанным параметрам путём нажатия на стрелку в нужной графе.

## История
Первыми на территории современной Николаевской области звания Героя Социалистического Труда были удостоены 10 растениеводов-колхозников (6 из Арбузинского района и 4 из Лысогорского), которым эта высшая степень отличия была присвоена Указом Президиума Верховного Совета СССР 16 февраля 1948 года за получение высоких урожаев пшеницы, ржи, кукурузы и сахарной свёклы.
Подавляющее большинство Героев Социалистического Труда в Николаевской области приходится на  сельскохозяйственную отрасль — 111 человек. Машиностроение (а именно судостроительную промышленность) представляют 20 человек; радиоэлектронную, рыбопромысловую промышленность, строительство, транспорт, связь, здравоохранение, госуправление — по 1.

## Лица, удостоенные звания Героя Социалистического Труда в Николаевской области
| №   | Фамилия, имя, отчество           | Даты жизни               | Деятельность | Дата присвоения | Отрасль           | Место рождения            | ГС        |
| --- | -------------------------------- | ------------------------ | --- | --------------- | ----------------- | ------------------------- | --------- |
| 1   | Абакумов Евгений Андреевич       | 08.05.1932 — 19.05.2012  | Тракторист совхоза имени Тимирязева Вознесенского района Николаевской области | 23.06.1966      | сельхоз           | Вознесенский район        | [ ГС 1 ]  |
| 2   | Абрамова Анна Константиновна     | род. 06.05.1924          | Звеньевая колхоза «Заповит Ильича» Арбузинского района Николаевской области | 23.04.1949      | сельхоз           | Николаевская область      |           |
| 3   | Алексеева Мария Герасимовна      | 1915 — ????              | Звеньевая семеноводческого совхоза «Вознесенский» Министерства совхозов СССР, Вознесенский район Николаевской области                                                               | 14.04.1949      | сельхоз           | Николаевская область      |           |
| 4   | Андрейченко Фёдор Кириллович     | 02.1916 — ????           | Комбайнёр Вознесенской МТС Николаевской области | 21.08.1953      | сельхоз           | Вознесенский район        |           |
| 5   | Апостолова Лидия Романовна       | 15.01.1928 — 05.07.1998  | Свинарка колхоза имени Шевченко Новоодесского района Николаевской области | 08.04.1971      | сельхоз           | Новоодесский район        | [ ГС 2 ]  |
| 6   | Арсентьева Феня Семёновна        | род. 1925                | *Звеньевая колхоза имени Ленина Врадиевского района Одесской области | 24.06.1949      | сельхоз           |                           |           |
| 7   | Балабаев Георгий Матвеевич       | 24.01.1925 — 31.01.1994  | Директор судостроительного завода имени 61 коммунара Министерства судостроительной промышленности СССР, гор. Николаев Украинской ССР                                                | 19.11.1985      | судостроение      | *Воронежская область      | [ ГС 3 ]  |
| 8   | Барышевский Владимир Иванович    | 05.11.1933 — 29.04.2003  | Старший крановщик Николаевского морского торгового порта Министерства морского флота СССР, Николаевская область                                                                     | 09.08.1963      | транспорт         | Николаев                  | [ ГС 4 ]  |
| 9   | Безуглая Мария Петровна          | 1924 — ????              | Доярка совхоза «Маяк» Снигирёвского района Николаевской области | 06.09.1973      | сельхоз           | *Кировоградская область   |           |
| 10  | Беркман Григорий Яковлевич       | 1903 — 26.06.1970        | *Директор семеноводческого совхоза имени 2-й пятилетки Министерства совхозов СССР, Первомайский район Одесской области                                                              | 13.03.1948      | сельхоз           | *Черниговская область     | [ ГС 5 ]  |
| 11  | Берлиян Андрей Афанасьевич       | 1925—1981                | Бригадир колхоза «Украина» Врадиевского района Николаевской области | 08.12.1973      | сельхоз           | Врадиевский район         |           |
| 12  | Богданюк Мария Прокопьевна       | род. 1929                | Звеньевая колхоза «Заповит Ильича» Арбузинского района Николаевской области | 23.04.1949      | сельхоз           | Николаевская область      |           |
| 13  | Бойко Екатерина Андреевна        | род. 19.06.1935          | Доярка колхоза имени Жданова Кривоозёрского района Николаевской области | 22.03.1966      | сельхоз           | Николаевская область      |           |
| 14  | Бойко Николай Семёнович          | 05.07.1931 — 22.11.1981  | Директор совхоза «Авангард» Жовтневого района Николаевской области | 08.04.1971      | сельхоз           | *Винницкая область        | [ ГС 6 ]  |
| 15  | Болдырев Алексей Гаврилович      | 21.03.1931 — 20.06.2015  | Бригадир комплексной бригады строительно-монтажного управления «Промстрой № 1» комбината «Николаевпромстрой» Министерства промышленного строительства Украинской ССР, гор. Николаев | 08.01.1974      | строительство     | *Воронежская область      | [ ГС 7 ]  |
| 16  | Бондаренко Владимир Степанович   | 1928 — ????              | Директор совхоза имени 25 Октября Первомайского района Николаевской области | 22.12.1977      | сельхоз           | Николаевская область      |           |
| 17  | Борисов Пётр Михайлович          | 01.03.1932 — 05.01.2019  | Бригадир судосборщиков Черноморского судостроительного завода Министерства судостроительной промышленности СССР, гор. Николаев                                                      | 08.10.1970      | судостроение      | *Воронежская область      | [ ГС 8 ]  |
| 18  | Бублик Надежда Степановна        | род. 1930                | Доярка колхоза имени Калинина Новоодесского района Николаевской области | 24.12.1976      | сельхоз           | Николаевская область      |           |
| 19  | Велигура Авдей Васильевич        | 1915 — ????              | Комбайнёр колхоза «Знамя коммунизма» Еланецкого района Николаевской области | 23.06.1966      | сельхоз           | Николаевская область      |           |
| 20  | Вербовой Алексей Петрович        | 1899 — 02.1978           | *Управляющий отделением семеноводческого совхоза имени 25 лет Октября Министерства совхозов СССР, Первомайский район Одесской области                                               | 13.03.1948      | сельхоз           | *Кировоградская область   | [ ГС 9 ]  |
| 21  | Винник Иван Иосифович            | 22.06.1929 — 06.12.2017  | Главный строитель военного кораблестроения Черноморского судостроительного завода Министерства судостроительной промышленности СССР, гор. Николаев                                  | 19.09.1977      | судостроение      | *Полтавская область       | [ ГС 10 ] |
| 22  | Водовская Антонина Афанасьевна   | 1917 — ????              | Звеньевая колхоза «Социалистична перебудова» Лысогорского района Николаевской области                                                                                               | 16.02.1948      | сельхоз           | Первомайский район        | [ ГС 11 ] |
| 23  | Высочанская Вера Степановна      | род. 1928                | Звеньевая колхоза «Заповит Ильича» Арбузинского района Николаевской области | 23.04.1949      | сельхоз           | Николаевская область      |           |
| 24  | Высочанский Иван Тимофеевич      | 1905—1988                | Бригадир колхоза «Заповит Ильича» Арбузинского района Николаевской области | 16.02.1948      | сельхоз           | Арбузинский район         | [ ГС 12 ] |
| 25  | Ганькевич Анатолий Борисович     | 15.01.1912 — 11.09.1986  | Директор Николаевского судостроительного завода имени И. И. Носенко Министерства судостроительной промышленности СССР, гор. Николаев                                                | 25.07.1966      | судостроение      | Николаев                  | [ ГС 13 ] |
| 26  | Гацуц Митрофан Петрович          | 1905 — 22.12.1980        | Первый секретарь Кривоозёрского райкома Компартии Украины, Николаевская область | 26.02.1958      | госуправление     | *Воронежская область      |           |
| 27  | Головко Константин Анатольевич   | 13.05.1933 — 10.11.2014  | Токарь Южного турбинного завода «Зоря» Министерства судостроительной промышленности СССР, гор. Николаев                                                                             | 26.04.1971      | судостроение      | *Донецкая область         | [ ГС 14 ] |
| 28  | Громова Вера Константиновна      | род. 1927                | Трактористка совхоза имени Петровского Березанского района Николаевской области | 08.04.1971      | сельхоз           | Николаевская область      | [ ГС 15 ] |
| 29  | Грязева Прасковья Степановна     | 1912 — ????              | Звеньевая колхоза имени Ленина Братского района Николаевской области | 23.04.1949      | сельхоз           | Николаевская область      |           |
| 30  | Гурмаза Валентина Петровна       | 27.06.1929 — 01.01.2014  | Бригадир электросварщиков завода имени 61 коммунара Херсонского совнархоза, гор. Николаев                                                                                           | 07.03.1960      | судостроение      | Новоодесский район        | [ ГС 16 ] |
| 31  | Гущин Феофан Михайлович          | 25.10.1909 — 01.02.1991  | Слесарь-монтажник завода имени 61 Коммунара Черноморского совнархоза, гор. Николаев                                                                                                 | 28.04.1963      | судостроение      | Николаев                  | [ ГС 17 ] |
| 32  | Давиденко Пётр Павлович          | 25.11.1904 — 1971        | Председатель колхоза имени Петровского Арбузинского района Николаевской области | 16.02.1948      | сельхоз           | Арбузинский район         | [ ГС 18 ] |
| 33  | Даурова Вера Алексеевна          | 1918 — ????              | Звеньевая зернового совхоза «Братский» Министерства совхозов СССР, Братский район Николаевской области                                                                              | 20.08.1949      | сельхоз           | *Кировоградская область   |           |
| 34  | Демчишина Дарья Ивановна         | 14.01.1919 — 26.01.2000  | Комбайнёр Николаевской II МТС Николаевской области | 20.05.1952      | сельхоз           | Николаевская область      | [ ГС 19 ] |
| 35  | Дергачёв Иван Семёнович          | 14.10. 1928 — 22.05.1998 | Бригадир колхоза имени Чкалова Новобугского района Николаевской области | 08.04.1971      | сельхоз           | Новобугский район         | [ ГС 20 ] |
| 36  | Джулай Надежда Савельевна        | 03.03.1929 — 06.02.2019  | Звеньевая колхоз «Коммунар» Веселиновского района Николаевской области | 23.04.1949      | сельхоз           | Веселиновский район       | [ ГС 21 ] |
| 37  | Дидок Василий Данилович          | 05.05.1930 — 10.05.2006  | Бригадир судосборщиков завода имени 61 коммунара Министерства судостроительной промышленности СССР, Николаевская область                                                            | 18.02.1975      | судостроение      | *Брянская область         | [ ГС 22 ] |
| 38  | Дорошенко Мария Тимофеевна       | род. 1941                | Бригадир Варваровской птицефабрики Николаевского района Николаевской области | 10.03.1976      | сельхоз           | Николаевская область      |           |
| 39  | Дремлюга Никифор Поликарпович    | 1911—1986                | Председатель колхоза имени Первого мая Доманёвского района Николаевской области | 23.06.1966      | сельхоз           | Николаевская область      |           |
| 40  | Дриманова Мария Дмитриевна       | род. 17.11.1929          | Доярка совхоза имени Суворова Снигирёвского района Николаевской области | 26.02.1958      | сельхоз           | Николаев                  |           |
| 41  | Дубков Николай Мефодьевич        | 14.01.1935 — 19.06.2007  | Бригадир электромонтажников завода «Эра» Министерства судостроительной промышленности СССР, гор. Николаев                                                                           | 19.09.1977      | судостроение      | *Витебская область        | [ ГС 23 ] |
| 42  | Евич Николай Карпович            | 15.05.1921 — 20.11.2008  | *Тракторист семеноводческого совхоза имени 2-й пятилетки Министерства совхозов СССР, Первомайский район Одесской области                                                            | 18.06.1949      | сельхоз           | *Черкасская область       |           |
| 43  | Елиневская Агафия Владимировна   | 1914 — ????              | *Звеньевая семеноводческого совхоза имени 25 лет Октября Министерства совхозов СССР, Первомайский район Одесской области                                                            | 13.03.1948      | сельхоз           | Николаевская область      | [ ГС 24 ] |
| 44  | Ерешко Василий Терентьевич       | 17.06.1928 — 05.11.2004  | Бригадир колхоза «Коммунист» Баштанского района Николаевской области | 23.06.1966      | сельхоз           | Баштанский район          |           |
| 45  | Зоткин Андрей Тимофеевич         | 1914—1984                | *Комбайнёр Доманёвской МТС Одесской области | 06.04.1951      | сельхоз           | *Одесская область         |           |
| 46  | Иванец Александр Иванович        | 28.05.1937 — 10.05.2002  | Механизатор совхоза «Баштанский» Баштанского района Николаевской области | 08.12.1973      | сельхоз           | Баштанский район          |           |
| 47  | Ивченко Иван Иванович            | 1911 — ????              | Комбайнёр совхоза «Нечаянский» Николаевского района Николаевской области | 23.06.1966      | сельхоз           | *Одесская область         |           |
| 48  | Иртышёв Александр Иванович       | 1905 — ????              | Бригадир колхоза имени Петровского Арбузинского района Николаевской области | 16.02.1948      | сельхоз           | Арбузинский район         | [ ГС 25 ] |
| 49  | Кавака Любовь Даниловна          | род. 02.02.1915          | Звеньевая колхоза «Заповит Ильича» Арбузинского района Николаевской области | 23.04.1949      | сельхоз           | Николаевская область      |           |
| 50  | Карлюга Евгения Кирилловна       | 1899—1976                | *Звеньевая колхоза имени Ленина Первомайского района Одесской области | 21.03.1949      | сельхоз           | Первомайский район        | [ ГС 26 ] |
| 51  | Кашинский Николай Николаевич     | 1934—2001                | Бригадир сборщиков-достройщиков судовых завода имени 61 коммунара Министерства судостроительной промышленности СССР, гор. Николаев                                                  | 19.07.1988      | судостроение      | Николаевская область      |           |
| 52  | Кислица Пётр Егорович            | 1894—1972                | Председатель колхоза «Заповит Ильича» Арбузинского района Николаевской области | 16.02.1948      | сельхоз           | Арбузинский район         | [ ГС 27 ] |
| 53  | Кононенко Захарий Прохорович     | 1913 — ????              | Комбайнёр Еланецкой МТС Николаевской области | 20.05.1952      | сельхоз           | Николаевская область      |           |
| 54  | Король Николай Яковлевич         | род. 1929                | Бригадир судомонтажников Черноморского судостроительного завода Министерства судостроительной промышленности СССР, гор. Николаев                                                    | 19.09.1977      | судостроение      | Николаевская область      |           |
| 55  | Крамаренко Владимир Нестерович   | 1932 — ????              | Звеньевой совхоза имени Димитрова Жовтневого района Николаевской области | 22.12.1977      | сельхоз           | Николаевская область      |           |
| 56  | Крижановская Нина Ивановна       | 1904 — ????              | Звеньевая семеноводческого совхоза «Вознесенский» Министерства совхозов СССР, Вознесенский район Николаевской области                                                               | 14.04.1949      | сельхоз           | Николаевская область      |           |
| 57  | Критина Александра Дмитриевна    | 22.04.1912 — 03.1991     | Свинарка колхоза «Путь Ленина» Лысогорского района Николаевской области | 26.02.1958      | сельхоз           | *Ростовская область       | [ ГС 28 ] |
| 58  | Кузёма Михаил Ильич              | 24.03.1915 — 25.11.2002  | Комбайнёр Ново-Бугской МТС Николаевской области | 05.06.1952      | сельхоз           | Новобугский район         | [ ГС 29 ] |
| 59  | Кузьменко Елена Викторовна       | 1915—1999                | Звеньевая колхоза «Заповит Ильича» Арбузинского района Николаевской области | 23.04.1949      | сельхоз           | Арбузинский район         |           |
| 60  | Кузьмина Анастасия Семёновна     | 1910 — ????              | Звеньевая семеноводческого совхоза «Вознесенский» Министерства совхозов СССР, Вознесенский район Николаевской области                                                               | 14.04.1949      | сельхоз           | Николаевская область      |           |
| 61  | Кулик Надежда Михайловна         | 1914 — 29.03.1964        | *Звеньевая семеноводческого совхоза имени 25 лет Октября Министерства совхозов СССР, Первомайский район Одесской области                                                            | 13.03.1948      | сельхоз           | *Николаевская область     | [ ГС 30 ] |
| 62  | Куницын Никифор Иванович         | 15.06.1909 — 16.07.1987  | *Старший агроном семеноводческого совхоза имени 2-й Пятилетки Министерства совхозов СССР, Первомайский район Одесской области                                                       | 13.03.1948      | сельхоз           | *Кировоградская область   | [ ГС 31 ] |
| 63  | Курдияш Ксения Андреевна         | 1908 — ????              | Звеньевая зернового совхоза «Красная Баштанка» Министерства совхозов СССР, Баштанский район Николаевской области                                                                    | 20.08.1949      | сельхоз           | Николаевская область      |           |
| 64  | Кучеренко Роман Никитович        | 1906 — ????              | Управляющий отделением зернового совхоза «Красная Баштанка» Министерства совхозов СССР, Новобугский район Николаевской области                                                      | 13.03.1948      | сельхоз           | Николаевская область      |           |
| 65  | Лебеденко Фёдор Иванович         | 1911 — ????              | Тракторист семеноводческого совхоза имени Шевченко Министерства совхозов СССР, Жовтневый район Николаевской области                                                                 | 20.08.1949      | сельхоз           | *Херсонская область       |           |
| 66  | Леоненко Иван Владимирович       | 08.12.1928 — 06.12.1984  | Бригадир столяров строительно-монтажного управления № 23 треста «Николаевсельстрой» Министерства сельского строительства Украинской ССР, Николаевская область                       | 07.05.1971      | сельхоз           | Николаевская область      |           |
| 67  | Личко Василий Григорьевич        | 01.01.1922 — 21.03.2001  | Директор совхоза «Южный» Жовтневого района Николаевской области | 08.04.1971      | сельхоз           | Витовский район           | [ ГС 32 ] |
| 68  | Лозинская Мария Акимовна         | 22.07.1920 — ????        | Звеньевая колхоза «Социалистична перебудова» Лысогорского района Николаевской области                                                                                               | 16.02.1948      | сельхоз           | Первомайский район        | [ ГС 33 ] |
| 69  | Луговой Александр Михайлович     | 23.10.1904 — 15.10.1973  | Председатель колхоза «Прогресс» Вознесенского района Николаевской области | 26.02.1958      | сельхоз           | Вознесенский район        | [ ГС 34 ] |
| 70  | Мазин Борис Германович           | 1916 — ????              | Старший механик зернового совхоза «Красная Баштанка» Министерства совхозов СССР, Новобугский район Николаевской области                                                             | 13.03.1948      | сельхоз           | *Ростовская область       |           |
| 71  | Максимов Иван Михайлович         | 1922 — ????              | Токарь Веселиновского районного объединения «Сельхозтехника», Николаевская область                                                                                                  | 08.04.1971      | сельхоз           | Николаевская область      |           |
| 72  | Малый Михаил Александрович       | род. 03.11.1931          | Токарь Черноморского судостроительного завода Министерства судостроительной промышленности СССР, гор. Николаев                                                                      | 16.01.1974      | судостроение      | Николаев                  | [ ГС 35 ] |
| 73  | Махно Виталий Митрофанович       | 05.02.1929 — ????        | Звеньевой колхоза «Коммунист» Баштанского района Николаевской области | 24.12.1976      | сельхоз           | Баштанский район          |           |
| 74  | Мельник Яков Иванович            | 22.04.1903 — 21.09.1955  | *Директор семеноводческого совхоза имени 25 лет Октября Министерства совхозов СССР, Первомайский район Одесской области                                                             | 13.03.1948      | сельхоз           | *Киевская область         | [ ГС 36 ] |
| 75  | Мельниченко Нина Гавриловна      | 1913—1979                | Звеньевая колхоза «Заповит Ильича» Арбузинского района Николаевской области | 23.04.1949      | сельхоз           | Николаевская область      |           |
| 76  | Мериков Михаил Васильевич        | род. 1930                | Механизатор совхоза имени газеты «Правда» Еланецкого района Николаевской области | 08.12.1973      | сельхоз           | Николаевская область      |           |
| 77  | Михнюк Ксения Исаковна           | 23.02.1928 — 30.12.2003  | Доярка совхоза имени 25 Октября Первомайского района Николаевской области | 22.03.1966      | сельхоз           | *Житомирская область      | [ ГС 37 ] |
| 78  | Мурованая Александра Григорьевна | 1919 — ????              | *Звеньевая семеноводческого совхоза имени 2-й пятилетки Министерства совхозов СССР, Первомайский район Одесской области                                                             | 13.03.1948      | сельхоз           |                           | [ ГС 38 ] |
| 79  | Нечипоренко Татьяна Алексеевна   | 24.12.1917 — 04.05.1998  | Врач городской больницы № 2, гор. Николаев | 20.07.1971      | здравоохранение   | *Мордовия                 | [ ГС 39 ] |
| 80  | Николаенко Анна Пантелеевна      | 1920—1985                | Звеньевая колхоза «Заповит Ильича» Арбузинского района Николаевской области | 23.04.1949      | сельхоз           | Николаевская область      |           |
| 81  | Никоненко Николай Алексеевич     | род. 1930                | Бригадир комплексной бригады Судостроительного завода имени 61 коммунара Министерства судостроительной промышленности СССР, гор. Николаев                                           | 19.11.1985      | судостроение      | Николаевская область      |           |
| 82  | Осадчая Анна Терентьевна         | род. 1928                | Звеньевая колхоза «Червона праця» Ново-Бугского района Николаевской области | 23.04.1949      | сельхоз           | Николаевская область      |           |
| 83  | Пашковский Григорий Владимирович | 1926 — ????              | Председатель колхоза «Украина» Веселиновского района Николаевской области | 23.06.1966      | сельхоз           | *Одесская область         |           |
| 84  | Пирогов Макар Иванович           | род. 1927                | Тракторист семеноводческого совхоза имени Шевченко Министерства совхозов СССР, Жовтневый район Николаевской области                                                                 | 20.08.1949      | сельхоз           | *Московская область       |           |
| 85  | Повстян Семён Тимофеевич         | 1910 — ????              | Председатель колхоза имени Коцюбинского Ново-Бугского района Николаевской области                                                                                                   | 26.02.1958      | сельхоз           |                           |           |
| 86  | Погорелов Владимир Григорьевич   | 03.03.1941 — 21.06.2015  | Директор совхоза имени XXVI съезда КПСС Николаевского района Николаевской области                                                                                                   | 07.06.1990      | сельхоз           | *Одесская область         | [ ГС 40 ] |
| 87  | Покотилов Анатолий Павлович      | 23.02.1935 — 27.06.2012  | Звеньевой совхоза «Авангард» Жовтневого района Николаевской области | 23.06.1966      | сельхоз           | Витовский район           | [ ГС 41 ] |
| 88  | Пономарь Нина Лаврентьевна       | 1924 — ????              | Свинарка племенного завода имени Щорса Новобугского района Николаевской области | 22.03.1966      | сельхоз           | Николаевская область      |           |
| 89  | Посунько Владимир Петрович       | 02.05.1923 — 17.10.2006  | Токарь-расточник Южного турбинного завода «Зоря» Министерства судостроительной промышленности СССР, гор. Николаев                                                                   | 25.07.1966      | судостроение      | *Херсонская область       | [ ГС 42 ] |
| 90  | Поточилов Артём Григорьевич      | 20.10.1908 — 24.12.1973  | Комбайнёр Явкинской МТС Баштанского района Николаевской области | 01.08.1949      | сельхоз           | Баштанский район          | [ ГС 43 ] |
| 91  | Праниченко Александр Иванович    | 1912—1976                | *Тракторист семеноводческого совхоза имени 25 Октября Министерства совхозов СССР, Первомайский район Одесской области                                                               | 18.06.1949      | сельхоз           | Николаевская область      |           |
| 92  | Пупанова Надежда Емельяновна     | 01.01.1911 — 22.12.1979  | Почтальон Николаевского почтамта Министерства связи СССР | 18.07.1966      | связь             | Новоодесский район        | [ ГС 44 ] |
| 93  | Раковский Владимир Фёдорович     | 1924—1985                | Бригадир колхоза имени Владимира Ильича Кривоозёрского района Николаевской области                                                                                                  | 23.06.1966      | сельхоз           | Николаевская область      |           |
| 94  | Рожко Алексей Прокофьевич        | 26.05.1913 — 25.01.1986  | Бригадир тракторной бригады колхоза «Украина» Кривоозёрского района Николаевской области                                                                                            | 31.12.1965      | сельхоз           | Врадиевский район         | [ ГС 45 ] |
| 95  | Романенко Иван Петрович          | род. 1925                | Бригадир свиноводческой фермы совхоза «Богдановка» Доманёвского района Николаевской области                                                                                         | 22.03.1966      | сельхоз           | Николаевская область      |           |
| 96  | Рыбак Александр Гаврилович       | 1913 — ????              | Комбайнёр Софиевской МТС Николаевской области | 04.07.1951      | сельхоз           | Николаевская область      |           |
| 97  | Рябошапка Николай Николаевич     | 06.01.1924 — 25.04.1987  | Председатель колхоза имени Кирова Вознесенского района Николаевской области | 08.12.1973      | сельхоз           | *Кировоградская область   | [ ГС 46 ] |
| 98  | Саенко Яков Яковлевич            | 1916 — ???               | Комбайнёр Баратовской МТС Снигирёвского района Николаевской области | 18.04.1952      | сельхоз           | Николаевская область      |           |
| 99  | Семененко Даниил Васильевич      | 1907—1965                | Бригадир рыболовецкого колхоза «Черноморец», гор. Очаков Николаевской области | 13.04.1963      | рыбпром           | Николаевская область      |           |
| 100 | Сербул Ефимия Никифоровна        | 10.04.1920 — ????        | *Звеньевая колхоза имени Ленина Врадиевского района Одесской области | 24.06.1949      | сельхоз           | Николаевская область      | [ ГС 47 ] |
| 101 | Сетер Ольга Иустимовна           | 1926 — ????              | *Звеньевая колхоза имени Ленина Врадиевского района Одесской области | 24.06.1949      | сельхоз           | Первомайский район        | [ ГС 48 ] |
| 102 | Смелянец Вера Гавриловна         | род. 1928                | *Звеньевая колхоза имени Ленина Первомайского района Одесской области | 21.03.1949      | сельхоз           | Николаевская область      |           |
| 103 | Снисаренко Зинаида Алексеевна    | род. 1927                | Звеньевая семеноводческого совхоза «Вознесенский» Министерства совхозов СССР, Вознесенский район Николаевской области                                                               | 14.04.1949      | сельхоз           | Николаевская область      |           |
| 104 | Собченко Федора Константиновна   | 1918 — ????              | Звеньевая зернового совхоза «Красная Баштанка» Министерства совхозов СССР, Баштанский район Николаевской области                                                                    | 20.08.1949      | сельхоз           | Николаевская область      |           |
| 105 | Соколенко Николай Григорьевич    | 1909—1986                | Бригадир колхоза «Заповит Ильича» Арбузинского района Николаевской области | 16.02.1948      | сельхоз           | Арбузинский район         | [ ГС 49 ] |
| 106 | Сокуренко Надежда Ивановна       | род. 04.01.1933          | Управляющая отделением виноградарского совхоза «Зеленый Гай» Министерства пищевой промышленности Украинской ССР, Вознесенский район Николаевской области                            | 26.04.1971      | сельхоз           | *Винницкая область        |           |
| 107 | Соловьёв Иван Моисеевич          | род. 1921                | Бригадир колхоза имени Ленина Казанковского района Николаевской области | 23.06.1966      | сельхоз           | Николаевская область      |           |
| 108 | Сорочан Николай Антонович        | 26.01.1928 — 06.01.1999  | Бригадир электриков Черноморского судостроительного завода Министерства судостроительной промышленности СССР, гор. Николаев                                                         | 26.04.1971      | судостроение      | Березнеговатский район    | [ ГС 50 ] |
| 109 | Стоян Надежда Афанасьевна        | род. 1927                | Трактористка колхоза имени Ленина Березнеговатского района Николаевской области | 23.06.1966      | сельхоз           | Березнеговатский район    |           |
| 110 | Стрекалова Мария Ивановна        | 01.05.1926 — 10.07.2019  | Доярка колхоза имени Шевченко Братского района Николаевской области | 08.04.1971      | сельхоз           | Братский район            | [ ГС 51 ] |
| 111 | Суботня Ирина Терентьевна        | 1910 — ????              | Звеньевая колхоза «Социалистична перебудова» Лысогорского района Николаевской области                                                                                               | 16.02.1948      | сельхоз           | *Запорожская область      | [ ГС 52 ] |
| 112 | Танченко Степан Дмитриевич       | 1911—1990                | Председатель колхоза имени Ленина Октябрьского района Николаевской области | 26.02.1958      | сельхоз           | Витовский район           |           |
| 113 | Татарова Ольга Ивановна          | 1913—1980                | *Звеньевая семеноводческого совхоза имени 25 лет Октября Министерства совхозов СССР, Первомайский район Одесской области                                                            | 13.03.1948      | сельхоз           | *Кировоградская область   |           |
| 114 | Теодор Михаил Николаевич         | 21.06.1924 — 28.04.1992  | Чабан колхоза имени Первого Мая, гор. Первомайск Николаевской области | 26.02.1958      | сельхоз           | *Молдавия                 |           |
| 115 | Терехов Михаил Фёдорович         | 1888 — ????              | Директор зернового совхоза «Красная Баштанка» Министерства совхозов СССР, Баштанский район Николаевской области                                                                     | 13.03.1948      | сельхоз           | *Костанайская область     |           |
| 116 | Тищенко Григорий Гаврилович      | 28.10.1917 — 28.04.1980  | Бригадир колхоза имени Петровского Арбузинского района Николаевской области | 16.02.1948      | сельхоз           | Арбузинский район         | [ ГС 53 ] |
| 117 | Третьяков Пётр Евсеевич          | род. 1931                | Бригадир судосборщиков Черноморского судостроительного завода Министерства судостроительной промышленности СССР, гор. Николаев                                                      | 29.08.1969      | судостроение      | Николаевская область      |           |
| 118 | Фёдоров Николай Иванович         | 26.11.1932 — 11.01.1997  | Бригадир слесарей Николаевского трансформаторного завода Министерства электронной промышленности СССР                                                                               | 10.03.1981      | радиоэлектронпром | *Тверская область         | [ ГС 54 ] |
| 119 | Фейчер Иван Никитович            | 03.02.1918 — 09.01.1993  | Бригадир колхоза имени Ленина Новобугского района Николаевской области | 23.06.1966      | сельхоз           | Новобугский район         |           |
| 120 | Харлан Василий Кузьмич           | 1914 — ????              | Старший чабан совхоза имени Шмидта Очаковского района Николаевской области | 26.02.1958      | сельхоз           | Николаевская область      |           |
| 121 | Хилько Фёдор Васильевич          | 23.02.1915 — 08.01.1985  | Бригадир слесарей-монтажников судостроительного завода имени И. И. Носенко Херсонского совнархоза, гор. Николаев                                                                    | 12.12.1960      | судостроение      | Новоодесский район        | [ ГС 55 ] |
| 122 | Цушко Харлампий Иванович         | 24.04.1922 — 12.08.1999  | Председатель колхоза «Зори Кремля» Первомайского района Николаевской области | 08.04.1971      | сельхоз           | Первомайский район        |           |
| 123 | Цыбань Николай Григорьевич       | 19.12.1915 — 21.04.1987  | Директор Южного турбинного завода «Зоря» Министерства судостроительной промышленности СССР, гор. Николаев                                                                           | 25.07.1966      | судостроение      | Николаев                  | [ ГС 56 ] |
| 124 | Чабан Фёдор Климентьевич         | род. 25.05.1929          | Директор совхоза «Краснопольский» Березанского района Николаевской области | 08.12.1973      | сельхоз           | *Кировоградская область   |           |
| 125 | Чала Надежда Анисимовна          | 1909—2001                | Звеньевая колхоза «Заветы Ильича» Арбузинского района Николаевской области | 23.04.1949      | сельхоз           | Николаевская область      |           |
| 126 | Чалый Семён Трофимович           | 1911 — ????              | Комбайнёр Грейговской МТС Жовтневого района Николаевской области | 18.04.1952      | сельхоз           | Николаевская область      |           |
| 127 | Чаусенко Иван Иванович           | 1920 — ????              | Комбайнёр колхоза имени XX съезда КПСС Первомайского района Николаевской области | 23.06.1966      | сельхоз           | Николаевская область      |           |
| 128 | Чернозуб Иван Иванович           | 18.06.1915 — 15.02.1989  | Бригадир слесарей-монтажников Николаевского судостроительного завода имени И. И. Носенко Министерства судостроительной промышленности СССР, гор. Николаев                           | 25.07.1966      | судостроение      | Николаев                  | [ ГС 57 ] |
| 129 | Чигрин Семён Лукьянович          | 1909 — ????              | Комбайнёр Баштанской МТС Баштанского района Николаевской области | 01.08.1949      | сельхоз           | Баштанский район          |           |
| 130 | Чистякова Надежда Андреевна      | род. 1924                | Звеньевая семеноводческого совхоза «Вознесенский» Министерства совхозов СССР, Вознесенский район Николаевской области                                                               | 14.04.1949      | сельхоз           | Баштанский район          |           |
| 131 | Шамов Андрей Георгиевич          | род. 1927                | Комбайнёр колхоза имени Ленина Казанковского района Николаевской области | 10.02.1975      | сельхоз           | *Вологодская область      |           |
| 132 | Шапаренко Виктор Андреевич       | 01.02.1913 — ????        | Комбайнёр Людмиловской МТС Николаевской области | 04.07.1951      | сельхоз           | *Днепропетровская область |           |
| 133 | Шевченко Владимир Григорьевич    | 1923—2001                | Председатель колхоза имени Ленина Доманёвского района Николаевской области | 08.04.1971      | сельхоз           | Доманёвский район         |           |
| 134 | Шевченко Иван Семёнович          | 1918—1994                | Председатель колхоза «Украина» Очаковского района Николаевской области | 22.03.1966      | сельхоз           | Доманёвский район         |           |
| 135 | Шкряба Агриппина Корнеевна       | 1918 — ????              | Доярка совхоза имени Димитрова Жовтневого района Николаевской области | 22.03.1966      | сельхоз           | *Брянская область         |           |
| 136 | Щербаков Павел Николаевич        | 04.08.1927 — 08.05.2006  | Судосборщик Николаевского судостроительного завода имени И. И. Носенко Министерства судостроительной промышленности СССР                                                            | 25.07.1966      | судостроение      | Братский район            | [ ГС 58 ] |
| 137 | Щербинина Наталия Алексеевна     | 1924 — ????              | *Звеньевая семеноводческого совхоза имени 25 лет Октября Министерства совхозов СССР, Первомайский район Одесской области                                                            | 13.03.1948      | сельхоз           | Николаевская область      | [ ГС 59 ] |
| 138 | Яковенко Евфросиния Григорьевна  | 1903 — ????              | Звеньевая колхоза «Социалистична перебудова» Лысогорского района Николаевской области                                                                                               | 16.02.1948      | сельхоз           | Первомайский район        | [ ГС 60 ] |

## Уроженцы Николаевской области, удостоенные звания Героя Социалистического Труда в других регионах СССР
| №  | Фамилия, имя, отчество            | Даты жизни              | Деятельность | Дата присвоения | Отрасль            | Район рождения         | ГС        |
| -- | --------------------------------- | ----------------------- | --- | --------------- | ------------------ | ---------------------- | --------- |
| 1  | Абрамов Спартак Иванович          | 16.07.1930 — 15.07.1993 | Звеньевой колхоза «Первое мая» Апостоловского района Днепропетровской области | 08.04.1971      | сельхоз            | Казанковский район     | [ ГС 1 ]  |
| 2  | Алексеев Борис Петрович           | 13.09.1926 — 25.09.1996 | Шофёр Ингулецкого горно-обогатительного комбината Министерства чёрной металлургии Украинской ССР, Днепропетровская область                                                                          | 30.03.1971      | металлургия        | Казанковский район     | [ ГС 2 ]  |
| 3  | Антон Виктор Яковлевич            | 20.10.1923 — 07.01.2008 | Бригадир экскаваторной бригады строительного управления «Водоканалстрой» № 1 треста «Южуралстрой» Министерства строительства предприятий тяжёлой индустрии СССР, Челябинская область                | 05.04.1971      | строительство      | Николаев               | [ ГС 3 ]  |
| 4  | Антонова Екатерина Тимофеевна     | 25.10.1928 — 09.12.2020 | Заведующая молочно-товарной фермой колхоза имени Карла Либкнехта Беляевского района Одесской области                                                                                                | 22.03.1966      | сельхоз            | Веселиновский район    | [ ГС 4 ]  |
| 5  | Бабминдра Пётр Константинович     | 1907—1984               | Директор зернового совхоза «Целинский» Министерства совхозов СССР, Целинский район Ростовской области                                                                                               | 03.04.1948      | сельхоз            | Казанковский район     | [ ГС 5 ]  |
| 6  | Балабанов Венедикт Дмитриевич     | 1908—1976               | Директор совхоза «Тобольский» Адамовского района Чкаловской области | 11.01.1957      | сельхоз            | Николаев               | [ ГС 6 ]  |
| 7  | Балло Николай Егорович            | 03.09.1929 — 03.07.2014 | Комбайнёр-тракторист совхоза имени Димитрова Кустанайского района Кустанайской области | 23.06.1966      | сельхоз            | Баштанский район       | [ ГС 7 ]  |
| 8  | Баренбойм Исаак Юлисович          | 21.10.1910 — 27.08.1984 | Командир мостовосстановительного отряда № 3 Управления военно-восстановительных работ № 3 Воронежского фронта                                                                                       | 05.11.1943      | транспорт          | Вознесенский район     | [ ГС 8 ]  |
| 9  | Белянский Александр Александрович | 30.08.1906 — 26.12.1981 | Директор завода № 18 Народного комиссариата авиационной промышленности СССР, генерал-майор инженерно-авиационной службы                                                                             | 16.09.1945      | машиностроение     | Николаев               | [ ГС 9 ]  |
| 10 | Бермас Виктор Кондратьевич        | 28.04.1927 — 09.07.2008 | Старший оператор Белокалитвинского металлургического завода Министерства авиационной промышленности СССР, Ростовская область                                                                        | 26.04.1971      | машиностроение     | Кривоозерский район    | [ ГС 10 ] |
| 11 | Бойко Михаил Лукьянович           | 14.11.1927 — 23.08.1997 | Бригадир проходчиков шахты имени С. М. Кирова комбината «Кадиевуголь» Министерства угольной промышленности Украинской ССР, Ворошиловградская область                                                | 29.12.1973      | углепром           | Новобугский район      | [ ГС 11 ] |
| 12 | Бондаренко Григорий Трофимович    | род. 12.09.1934         | Бригадир монтажников производственно-монтажного управления № 5 Министерства монтажных и специальных строительных работ СССР, гор. Уфа Башкирской АССР                                               | 06.08.1975      | строительство      | Доманёвский район      | [ ГС 12 ] |
| 13 | Буга Вера Петровна                | 18.02.1935 — 31.12.2019 | Бригадир арматурщиков Кишинёвского завода железобетонных изделий и крупнопанельного домостроения № 4 треста «Стройиндустрия» Министерства промышленности строительных материалов Молдавской ССР     | 19.03.1981      | промстройматериалы | Николаев               | [ ГС 13 ] |
| 14 | Буднюк Николай Алексеевич         | 02.02.1921 — 05.05.1972 | Председатель колхоза «Большевик» Аркадакского района Саратовской области | 20.11.1958      | сельхоз            | Вознесенский район     | [ ГС 14 ] |
| 15 | Волик Георгий Кононович           | 21.01.1906 — 08.09.1992 | Директор завода № 199 Хабаровского совнархоза | 28.04.1963      | машиностроение     | Николаев               | [ ГС 15 ] |
| 16 | Волкова Акулина Сафроновна        | 21.06.1908 — 30.07.1989 | Звеньевая семеноводческого совхоза «Кубань» Министерства совхозов СССР, Гулькевичский район Краснодарского края                                                                                     | 06.04.1948      | сельхоз            |                        | [ ГС 16 ] |
| 17 | Гаевский Валентин Васильевич      | род. 05.01.1940         | Механизатор колхоза «Дружба» Николаевского района Одесской области | 08.12.1973      | сельхоз            | Николаевский район     | [ ГС 17 ] |
| 18 | Гаркавенко Иван Петрович          | 27.01.1918 — 29.11.2008 | Командир отделения восстановительного железнодорожного батальона, старшина | 05.11.1943      | транспорт          | Первомайский район     | [ ГС 18 ] |
| 19 | Гмыря Пётр Арсентьевич            | 21.12.1905 — 07.02.1967 | Директор Алчевского металлургического завода имени К. Е. Ворошилова Луганского совнархоза | 19.07.1958      | металлургия        | Николаев               | [ ГС 19 ] |
| 20 | Григоренко Владимир Николаевич    | 22.01.1924 — ????       | Оператор Одесской перевалочной нефтебазы № 5 Главнефтеснаба Украинской ССР | 20.04.1971      | топпром            | Березанский район      | [ ГС 20 ] |
| 21 | Громашевский Лев Васильевич       | 13.10.1887 — 01.05.1980 | Научный консультант Киевского научно-исследовательского института эпидемиологии, микробиологии и паразитологии Министерства здравоохранения Украинской ССР, академик Академии медицинских наук СССР | 01.11.1967      | наука              | Николаев               | [ ГС 21 ] |
| 22 | Гулько Аким Дмитриевич            | 20.09.1904 — 06.11.1991 | Начальник сектора сухих корпусов, ферм и механизмов ОКБ-1, Московская область | 17.06.1961      | машиностроение     | Кривоозерский район    | [ ГС 22 ] |
| 23 | Догадкин Николай Павлович         | 1918 — ????             | Бригадир комплексной бригады строительного управления «Жилстрой» треста «Донмашстрой» Сталинского совнархоза                                                                                        | 09.08.1958      | строительство      | Николаев               | [ ГС 23 ] |
| 24 | Дулина Надежда Павловна           | 14.01.1927 — 2010       | Доярка совхоза «Ульяновский» Ульяновского района Карагандинской области | 24.12.1976      | сельхоз            | Братский район         | [ ГС 24 ] |
| 25 | Дьяков Николай Иванович           | 19.12.1915 — 29.06.1999 | Слесарь механосборочных работ Красногорского механического завода Министерства оборонной промышленности СССР, Московская область                                                                    | 28.07.1966      | оборонпром         | Николаев               | [ ГС 25 ] |
| 26 | Заботин Всеволод Фёдорович        | 29.12.1917 — 13.03.1994 | Директор Херсонского судостроительного завода Министерства судостроительной промышленности СССР | 26.04.1971      | машиностроение     | Николаев               | [ ГС 26 ] |
| 27 | Калачёв Григорий Сергеевич        | 1914 — ????             | Мастер Донецкого района электросетей Донбассэнерго Министерства энергетики и электрификации Украинской ССР                                                                                          | 04.10.1966      | энергетика         |                        |           |
| 28 | Квасницкий Алексей Владимирович   | 12.02.1900 — 27.11.1989 | Заведующий кафедрой анатомии и физиологии сельскохозяйственных животных Полтавского сельскохозяйственного института, академик Академии наук Украинской ССР                                          | 22.03.1966      | наука              | Первомайский район     | [ ГС 27 ] |
| 29 | Квашина Мария Ивановна            | 29.10.1928 — 20.02.2013 | Гальваник Харьковского завода «Коммунар» Министерства общего машиностроения СССР | 12.08.1976      | машиностроение     | Казанковский район     | [ ГС 28 ] |
| 30 | Клименко Владимир Павлович        | 03.01.1929 — 07.03.2007 | Сталевар мартеновского цеха Ждановского металлургического комбината имени Ильича, Донецкая область                                                                                                  | 30.03.1971      | металлургия        | Баштанский район       | [ ГС 29 ] |
| 31 | Коваленко Емельян Федотович       | 1891 — 19.10.1969       | Старший чабан овцеводческого совхоза имени Кирова Министерства совхозов СССР, Первомайский район Крымской области                                                                                   | 22.10.1949      | сельхоз            |                        | [ ГС 30 ] |
| 32 | Когатько Григорий Иосифович       | род. 12.03.1944         | Командир бригады железнодорожных войск Министерства обороны СССР, полковник | 25.10.1984      | транспорт          | Казанковский район     | [ ГС 31 ] |
| 33 | Козловский Дмитрий Харитонович    | 04.08.1911 — 12.12.1949 | Председатель колхоза «Путь Ильича» Минусинского района Красноярского края | 01.06.1949      | сельхоз            | Кривоозерский район    | [ ГС 32 ] |
| 34 | Корниенко Георгий Маркович        | 13.02.1925 — 20.05.2006 | Первый заместитель Министра иностранных дел СССР, гор. Москва | 12.02.1985      | госуправление      | Казанковский район     | [ ГС 33 ] |
| 35 | Косьянова Надежда Иосифовна       | 21.10.1924 — 1999       | Свинарка совхоза «Культура» Лебедянского района Липецкой области | 08.04.1971      | сельхоз            |                        | [ ГС 34 ] |
| 36 | Котляр Николай Михайлович         | 26.07.1930 — 02.11.1995 | Главный агроном совхоза «Бильшовыцькый наступ» Великоалександровского района Херсонской области | 08.04.1971      | сельхоз            | Березнеговатский район | [ ГС 35 ] |
| 37 | Кравченко Леонид Сафронович       | 1902—1970               | Главный агроном Сальковского свеклосовхоза Министерства пищевой промышленности СССР, Гайворонский район Одесской области                                                                            | 06.10.1951      | сельхоз            | Первомайский район     | [ ГС 36 ] |
| 38 | Кучерин Василий Федосеевич        | 21.01.1928 — 28.12.2010 | Бригадир судосборщиков Выборгского судостроительного завода Министерства судостроительной промышленности СССР, Ленинградская область                                                                | 26.04.1971      | машиностроение     | Новобугский район      | [ ГС 37 ] |
| 39 | Мурзак Василий Леонтьевич         | 14.04.1920 — 24.01.1996 | Машинист вагона-весов доменного цеха Криворожского металлургического завода, Днепропетровская область                                                                                               | 19.07.1958      | металлургия        | Врадиевский район      | [ ГС 38 ] |
| 40 | Николаев Пётр Фёдорович           | 25.07.1930 — 28.08.2019 | Управляющий трестом «Новотроицкметаллургстрой» Министерства строительства предприятий тяжёлой индустрии СССР, Оренбургская область                                                                  | 10.01.1974      | строительство      | Новоодесский район     | [ ГС 39 ] |
| 41 | Николюкина Надежда Николаевна     | род. 1938               | Прядильщица Костромского льнокомбината имени В. И. Ленина Министерства текстильной промышленности РСФСР                                                                                             | 12.05.1977      | легпром            |                        | [ ГС 40 ] |
| 42 | Новак Устиния Емельяновна         | 1914 — ????             | Участковый агроном Винницкой МТС Винницкой области | 28.08.1952      | сельхоз            |                        | [ ГС 41 ] |
| 43 | Попович Григорий Симонович        | 31.03.1910 — ????       | Председатель колхоза «Радянська Украина» Скадовского района Херсонской области | 23.06.1966      | сельхоз            | Березнеговатский район | [ ГС 42 ] |
| 44 | Радченко Евгений Дмитриевич       | 05.01.1924 — 15.12.2016 | Директор Ангарского нефтехимического комбината Министерства нефтеперерабатывающей и нефтехимической промышленности СССР, Иркутская область                                                          | 29.08.1969      | нефтехипром        | Березнеговатский район | [ ГС 43 ] |
| 45 | Решетнёв Михаил Фёдорович         | 10.11.1924 — 26.11.1996 | Генеральный директор и главный конструктор Конструкторского бюро прикладной механики Министерства общего машиностроения СССР, Красноярский край                                                     | 11.10.1974      | машиностроение     | Витовский район        | [ ГС 44 ] |
| 46 | Ротар Анатолий Фёдорович          | 01.10.1936 — 11.08.2021 | Бригадир хозрасчётной укрупнённой комплексной бригады докеров-механизаторов Ильичёвского морского торгового порта Черноморского морского пароходства Министерства морского флота СССР, гор. Одесса  | 17.10.1985      | транспорт          | Врадиевский район      | [ ГС 45 ] |
| 47 | Рыжков Дмитрий Иванович           | 18.10.1912 — 14.04.1998 | Инженер-технолог холодной обработки металлов Научно-исследовательского института технологии и организации производства Министерства электронной промышленности СССР, гор. Горький                   | 26.04.1971      | радиоэлектронпром  |                        | [ ГС 46 ] |
| 48 | Сердюк Зиновий Тимофеевич         | 15.11.1903 — 08.08.1982 | Первый заместитель председателя Партийной комиссии при ЦК КПСС, гор. Москва | 04.11.1963      | госуправление      | Арбузинский район      | [ ГС 47 ] |
| 49 | Снеговой Вениамин Власович        | 27.09.1903 — ????       | Главный зоотехник племовцезавода «Советское руно» Ипатовского района Ставропольского края | 22.03.1966      | сельхоз            | Березнеговатский район | [ ГС 48 ] |
| 50 | Чернышёв Георгий Николаевич       | 23.08.1919 — 24.07.1997 | Главный конструктор проекта Союзного проектно-монтажного бюро машиностроения Министерства судостроительной промышленности СССР, гор. Ленинград                                                      | 30.03.1970      | машиностроение     | Николаев               | [ ГС 49 ] |
| 51 | Шевченко Иосиф Григорьевич        | 1911 — ????             | Бригадир полеводческой бригады племенного молочного совхоза «Вревский» № 4 Министерства совхозов СССР, Чиназский район Ташкентской области                                                          | 17.05.1951      | сельхоз            |                        |           |
| 52 | Щербинин Николай Антонович        | 1916—1990               | Председатель колхоза имени Легейдо Дигорского района Северо-Осетинской АССР | 08.04.1971      | сельхоз            | Веселиновский район    | [ ГС 50 ] |
| 53 | Яковлев Григорий Георгиевич       | 28.02.1927 — 14.09.2013 | Шкипер баржи Дунайского государственного пароходства Министерства морского флота СССР, гор. Измаил Одесской области                                                                                 | 03.08.1960      | транспорт          | Баштанский район       | [ ГС 51 ] |

## Герои Социалистического Труда, прибывшие в Николаевскую область на постоянное проживание из других регионов
| № | Фамилия, имя, отчество               | Даты жизни              | Деятельность | Дата присвоения | Отрасль      | Район проживания | ГС       |
| - | ------------------------------------ | ----------------------- | --- | --------------- | ------------ | ---------------- | -------- |
| 1 | Балакирев Василий Тимофеевич         | 28.07.1914 — ????       | Управляющий отделением молочного совхоза имени Куйбышева Министерства совхозов СССР, Никопольский район Днепропетровской области                                  | 20.08.1949      | сельхоз      | Николаев         | [ ГС 1 ] |
| 2 | Егоров Евгений Павлович              | 20.01.1908 — 21.10.1982 | Директор завода № 402 Государственного комитета Совета Министров СССР по судостроению, гор. Северодвинск Архангельской области                                    | 23.07.1959      | судостроение | Николаев         | [ ГС 2 ] |
| 3 | Калашникова Татьяна Васильевна       | род. 1929               | Рабочая Лайтурского совхоза имени Кирова Министерства сельского хозяйства СССР, Махарадзевский район Грузинской ССР                                               | 05.07.1949      | сельхоз      |                  |          |
| 4 | Миронов (Слышик) Алексей Феодосьевич | 10.01.1933 — 08.06.2008 | Бригадир строительно-монтажной бригады Управления строительства железных рудников Министерства среднего машиностроения СССР, гор. Железногорск Красноярского края | 07.03.1962      | атомпром     | Первомайск       |          |
| 5 | Орлик Александр Павлович             | 11.09.1915 — 1997       | Бригадир колхоза «Маяк коммунизма» Голованевского района Кировоградской области                                                                                   | 23.06.1966      | сельхоз      | Николаев         | [ ГС 3 ] |
| 6 | Сон Сын-Себ                          | 01.06.1922 — 27.02.2014 | Звеньевой колхоза имени Микояна Нижне-Чирчикского района Ташкентской области                                                                                      | 22.05.1951      | сельхоз      | Николаев         | [ ГС 4 ] |
| 7 | Столярчук Степан Федотович           | 1914 — ????             | Бригадир Рыжавского свеклосовхоза Министерства пищевой промышленности СССР, Уманский район Киевской области                                                       | 30.04.1948      | сельхоз      |                  | [ ГС 5 ] |